# Обикновена ноктеста жаба
Гладката ноктеста жаба (Xenopus laevis) е вид земноводно от семейство Pipidae.

## Описание
Телесната ѝ дължина е 7 – 8 см. Ноктите на гладката ноктеста жаба, особено на първите три пръста от задните ѝ крайници, са издължени, конични и черни на цвят. Между тези пръсти е опъната и плавателната ципа. Заради шиповидната форма на ноктите ѝ наричат тази жаба и шпореста жаба. Заради изцяло водния начин на живот, при нея се наблюдава съкращаване на езика и на горния клепач. За тази цел има и странична линия, както е при рибите. Очите са дребни. Встрани от тях на главата ѝ се виждат двойка мустачета, които имат осезателна функция.

## Разпространение
Гладката ноктеста жаба е един от общо 14 вида ноктести жаби. Някои от тях, като кенийската, камерунската, етиопската, капската и други, имат доста по-ограничено разпространение. Ареалът ѝ обхваща Южна Африка, Ангола, Замбия и Танзания.

## Начин на живот и хранене
Тя е типичен водолаз. Живота си прекарва във водата. Там нощува, там си търси и улавя храната, там се и размножава. В ареала ѝ някои от реките през лятото пресъхват. За да преживяват, гладките ноктести жаби напускат пресъхналото корито и се придвижват по сушата, докато попаднат в друг водоем. Понякога това не им се удава и те се заравят във влажната тиня по дъното, като изпадат във вцепенено (летаргично) състояние, наречено летен сън. След преминаването на неблагоприятния период, жабите се съвземат, започват отново да се хранят и размножават. С пълноводието възможностите им за изхранване рязко нарастват, жабите бързо увеличават масата си, унищожавайки несметни количества яйца и ларви на комари. Хранят се с попови лъжички, дребни жабки и рибки, червеи и други водни животни. С предните си крака си помага при залавянето и поглъщането на плячката. С унищожаването на комарите в блатата тази жаба ограничава разпространението на маларията.

## Размножаване
През размножителния сезон (през август) мъжките квакат силно. След сформирането на съпружеската двойка мъжкият обхваща женската пред задните ѝ крака и снасянето на яйцата започва. Те се отделят поединично, рядко по 3 – 4 наведнъж, а общият им брой е около 15 000. Диаметърът им с около 3 mm. Падайки на дъното, те полепват по подводните камъни и растения. Наблюденията показват, че при температура 22 °C развитието на зародиша в яйцето трае 48 часа, но до пълното му превръщане в малко жабче минават 2,5 – 3 месеца. Младите индивиди достигат половата си зрелост на втората година. В плен растат и се размножават много успешно.